# Onze-Lieve-Vrouw-van-Zeven-Smartenkerk (Panningen)

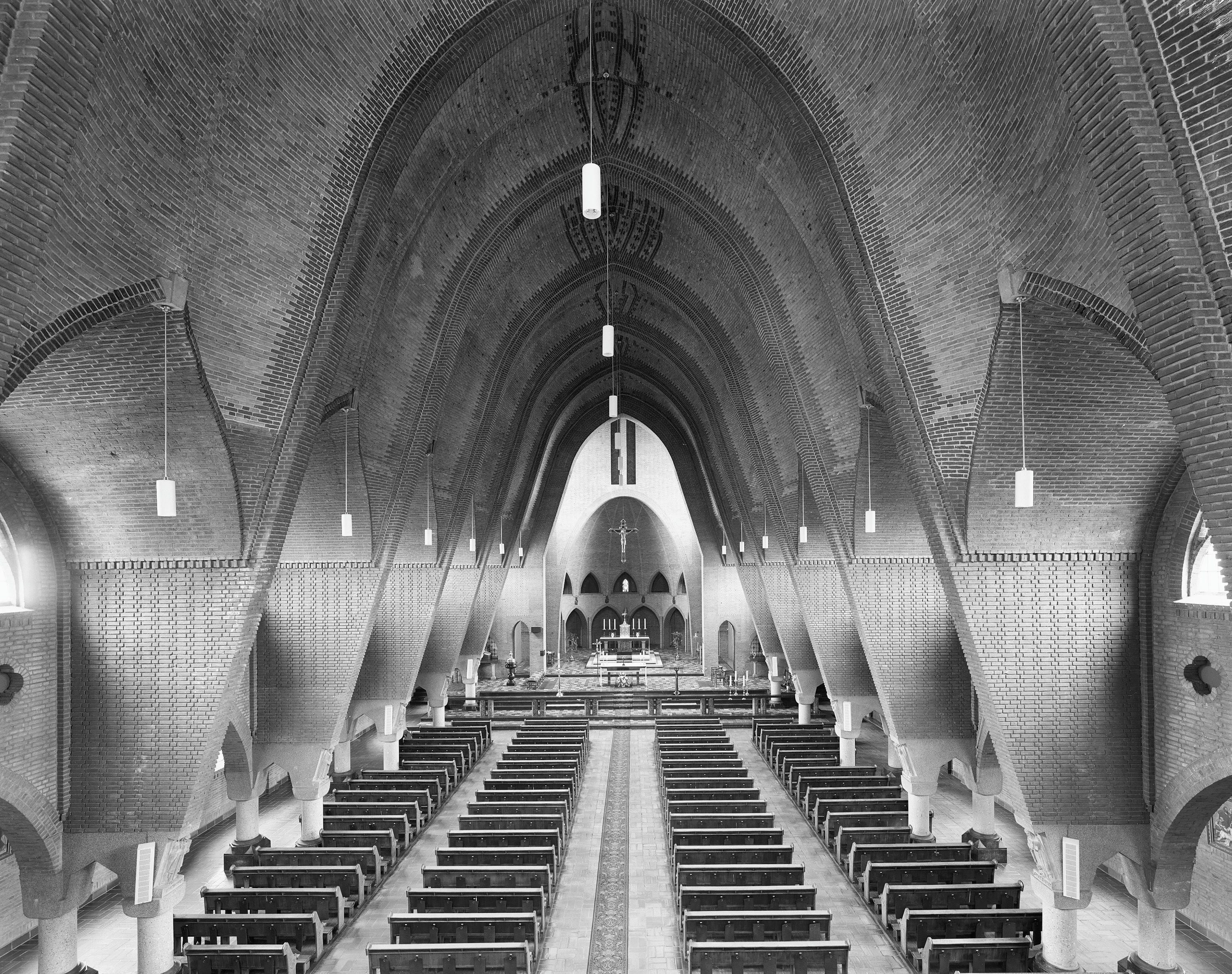
Interieur in 2001

De Onze-Lieve-Vrouw-van-Zeven-Smartenkerk is de parochiekerk van Panningen in de Nederlandse gemeente Peel en Maas, gelegen aan Kerkstraat 5.
Op ruim honderd meter naar het noordwesten ligt het kerkhof met daarop de Kerkhofkapel.

## Gebouw
Het is een driebeukige kruisbasiliek met westtoren en forse vieringtoren. De ingangspartij met drie rondbogige deuren is imposant. Hierboven verheft zich de westtoren die gedekt wordt door een ingesnoerde naaldspits en die geflankeerd wordt door twee kapellen. Eugène Laudy vervaardigde in 1954 de glas-in-loodramen in de devotiekapel. Enkele ramen die dorpsgezichten van Panningen tonen zijn van vóór de oorlogsschade, uit de jaren 30 van de 20e eeuw en van de hand van J. Mulders uit Kevelaer. Boven de middelste toegangsdeur bevindt zich een beeld van de Moeder der Smarten van omstreeks 1860.
Het interieur kenmerkt zich door het gebruik van paraboolbogen, vaak uitgevoerd in schoon en kleurrijk metselwerk. In de Mariakapel troont het miraculeuze gepolychromeerde Mariabeeld uit 1630, en in reliëf zijn daar de zeven Smarten van Maria uitgebeeld.
Uit het eerste kwart van de 16e eeuw stamt een beeld, voorstellende Sint-Anna te Drieën.
De kerk en een deel van de inventaris is geklasseerd als Rijksmonument.

## Geschiedenis
Op de plek van de huidige kerk stond omstreeks 1643 een Maria-devotiekapel, die Kepèl werd genoemd, (eertijds de gangbare benaming voor Panningen). In de 18e eeuw werd deze kapel veelvuldig door pelgrims bezocht. Kepèl groeide rond 1830 uit tot een zelfstandige parochie, met een nieuw kerkgebouw. Deze kerk werd al gauw te klein, vanwege de toenemende parochianen en pelgrims.
Vandaar dat in 1930-1931 een nieuw en groter kerkgebouw gebouwd werd, naar ontwerp van Hendrik Willem Valk. Architect van de nieuwe bakstenen kerk was Hendrik Valk. Hoewel deze kerk neogotische elementen bevat heeft ze ook veel kenmerken van het expressionisme.
De 17e-eeuwse bedevaartskerk, werd in 1931 gesloopt omdat ze te klein was geworden en bovendien het verkeer in de weg stond (!).
De oorlogsschade tijdens de Tweede Wereldoorlog was relatief gering. Op 17 november 1944 werd het bovendeel van de vieringtoren van het priesterkoor door de Duitsers opgeblazen. Ook enkele traveeën van het schip stortten hierbij in. Het gapende gat dat hierbij ontstond werd daarna provisorisch gedicht met houten platen. In 1949 en 1951 werd het kerkgebouw door Hendrik Willem Valk naar het origineel gereconstrueerd, daarbij geassisteerd door zijn zoons.
Nog steeds is deze kerk een Maria-bedevaartsoord.